# Sibylle de Brandebourg
Sibylle de Brandebourg (née le 31 mai 1467 à Ansbach et morte le 9 juillet 1524 à Kaster) est princesse de Brandebourg par naissance et duchesse de Juliers et de Berg par mariage. 

## Biographie
Sibylle est la fille de l'électeur Albert III Achille de Brandebourg (1414-1486) et de sa deuxième femme Anne (1436-1512), fille de l'électeur Frédéric II de Saxe. 
Elle épouse le 25 juillet 1481 à Cologne le duc Guillaume IV de Juliers-Berg (1455-1511). La célébration du mariage est particulièrement dispendieuse. Outre de nombreux archevêques, évêques et prélats, l'archiduc d'Autriche, le duc de Bourgogne, l'électeur de Brandebourg et le margrave de Bade, plus de 50 comtes et comtesses ont été invités et d'innombrables autres nobles. En raison du grand nombre d'invités, le mariage a été conclu dans un champ ouvert devant la porte Saint-Séverin. Le prêtre était l'archevêque Herman de Cologne. Sibylle était supposée apporter une forte dot à son mari, mais William dut écrire plusieurs fois à sa belle-famille au sujet des retards de paiement. 
Ils ont leur unique enfant au bout de dix ans, une fille nommée Marie. Elle épouse le duc Jean III de Clèves. Ils se fiancent en 1496, lorsque Maria a cinq ans et John six. Ils se sont mariés en 1510. Cela a abouti à l'Union de Clèves, dans laquelle les duchés de Juliers-Berg-Ravensberg et de Clèves-Marck forment les duchés unis de Juliers-Clèves-Berg. Quand William meurt en 1511, Marie, étant une femme, ne peut hériter et Juliers-Berg-Ravensberg revient à Jean III. 
Sibylle survit de 13 ans à son mari. À la demande de Maria et Jean II, qui résidaient à Clèves, elle a exercé les fonctions de gouverneur de Juliers-Berg pendant cette période. Sybille a été décrite comme vive, énergique et sage ; une dirigeante équitable pour son pays. 
Sibylle de Brandebourg meurt en 1524 et est enterrée à l'abbaye d'Altenberg. 

## Descendance
De son mariage avec Guillaume, Sibylle a une fille: 
- Marie (1491-1543), mariée en 1510 duc Jean III de Clèves (1490-1536), qui devint duc Jean Ier de Juliers-Cleves-Berge. Elle est la mère d'Anne de Clèves, reine consort d'Henri VIII, roi d'Angleterre.